# 포조피오리토
포조피오리토(이탈리아어: Poggiofiorito)는 이탈리아 아브루초주 키에티도에 있는 코무네이다.